# Анциферово (Локнянський район)
Анциферово (рос. Анциферово) — присілок в Локнянському районі Псковської області Російської Федерації.
Населення становить 10 осіб. Входить до складу муніципального утворення Михайловская волость.

## Історія
Від 2015 року входить до складу муніципального утворення Михайловская волость.

## Населення
| 2001 | 2002 | 2010 |
| ---- | ---- | ---- |
| 7    | ↗9   | ↗10  |